# Inaktywacja chromosomu X

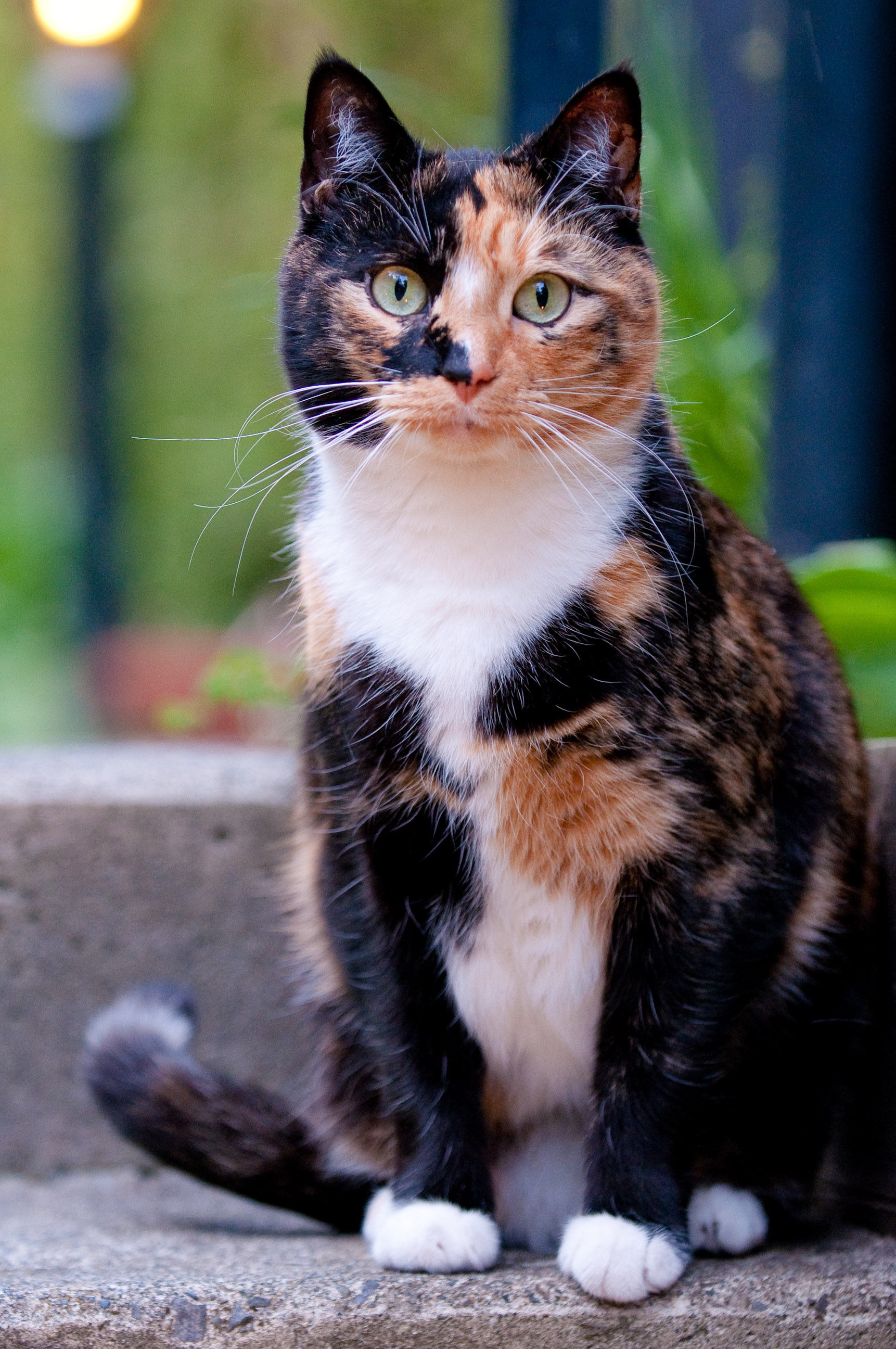
Jednym z najlepiej znanych skutków inaktywacji chromosomu X jest ubarwienie szylkretowe (ang. calico) występujące u samic kota. Allele genu determinującego kolor sierści leżą na chromosomie X, z których jeden ulega losowej inaktywacji we wczesnych etapach rozwoju zarodka.

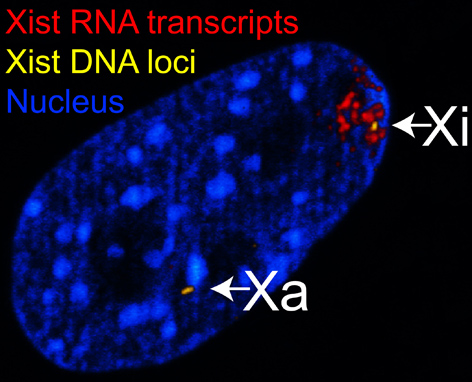
Obraz spod mikroskopu konfokalnego przedstawiający fibroblast samicy myszy. Kolorem żółtym oznaczono sekwencje genu XIST leżące na obu chromosomach X. Transkrypcja tego genu zachodzi tylko na chromosomie X, który ma ulec inaktywacji (Xi). Zostaje on opłaszczony przez transkrypty Xist, oznaczone kolorem czerwonym.

Inaktywacja chromosomu X, lionizacja – inaktywacja jednego z dwóch chromosomów X zachodząca w komórkach samic ssaków. Proces ten wyrównuje poziom ekspresji genów położonych na chromosomie X u osobników męskich i żeńskich (samce ssaków mają jeden chromosom X). Inaktywacja chromosomu X zachodzi zasadniczo raz w danej komórce zarodka, na określonym, wczesnym etapie embriogenezy i chromosom ten jest przekazywany dalej w stanie nieaktywnym komórkom potomnym (dziedziczenie mitotyczne). Inaktywacja dotyczy całego chromosomu, z wyjątkiem części homologicznej do chromosomu Y, co umożliwia ich parowanie podczas mejozy. U ssaków łożyskowych inaktywacja chromosomu X ma charakter losowy, natomiast u torbaczy inaktywacji zawsze ulega chromosom X pochodzący od ojca. 
Skondensowany chromosom jest widoczny w komórkach jako tzw. chromatyna płciowa, zwana ciałkiem Barra, leżąca na obrzeżu jądra komórkowego. 
W przypadku osobników z nadmierną liczbą chromosomów X (osoby z trisomią chromosomu X o kariotypie 47, XXX oraz z zespołem Klinefeltera o kariotypie 48, XXXY i 49, XXXXY) inaktywacji ulegają wszystkie dodatkowe chromosomy X (aktywny pozostaje tylko jeden chromosom).
Hipoteza inaktywacji chromosomu X została po raz pierwszy sformułowana w 1961 przez angielską genetyk Mary Lyon. Obecnie znana jest jako „prawo Lyon” – stąd też pochodzi określenie „lionizacja”.
Chromosom X jest reaktywowany podczas oogenezy.

## Mechanizm
Kluczową rolę w inaktywacji chromosomu X odgrywają długie niekodujące RNA Xist oraz Tsix. Sekwencje kodujące Xist oraz Tsix leżą na chromosomie X naprzeciwko siebie na komplementarnych niciach, tak że blokują nawzajem swoją transkrypcję. Na chromosomie X, który ma ulec inaktywacji zachodzi ekspresja genu Xist, a powstały na skutek transkrypcji RNA „opłaszcza” chromosom, co wywołuje szereg procesów prowadzących do kondensacji opłaszczonego chromosomu X w nieaktywną transkrypcyjnie heterochromatynę. Na chromosomie, który nie ulega inaktywacji zachodzi ekspresja genu Tsix.